# ミッキーファイト
ミッキーファイト（欧字名:Mikki Fight、2021年5月5日 - ）は、日本の競走馬。主な勝ち鞍は2025年の帝王賞。
馬名の意味は、冠名＋「がんばれ」。

## 戦績

### 2歳（2023年）
10月15日東京ダート1600mの2歳新馬戦で津村明秀を鞍上に2番人気に推される。レースでは後方追走から直線で懸命に脚を伸ばすと先に抜け出したセントラルヴァレーが外に寄れた隙を突いてインから差し切ってデビュー戦を勝利で飾る。12月10日中山ダート1800mの2歳1勝クラスでは道中好位で折り合い、直線で楽に抜け出すと後続に5馬身差をつけ2連勝とした。

### 3歳（2024年）
3歳初戦となった4月27日のユニコーンステークスでは中団からしぶとく脚を伸ばしたがラムジェットの3着に敗れる。3か月の休養を挟み、8月4日のレパードステークスに1番人気で出走。道中3番手で脚を溜めると最後の直線で早め先頭に立ったサトノフェニックスをゴール前で差し切り重賞初制覇を果たすとともにジャパンダートクラシックへの優先出走権を獲得した。10月2日、予定通りGI級レース初挑戦となるジャパンダートクラシックにフォーエバーヤング、ラムジェットに次ぐ3番人気で出走。道中は中段を進み、最終直線で2番手から先に抜け出したフォーエバーヤングをメンバー上がり最速の末脚で猛追。しかし及ばず0.2秒差の2着に敗れる。その後、陣営はチャンピオンズカップへの出走を予定していたが賞金不足のため除外。12月19日、古馬初対決となる名古屋大賞典に出走。道中は2番手でレースを進め、逃げ粘るノットゥルノをゴール前僅かに捉えて差し切り、2分7秒4のコースレコードと共に重賞2勝目を挙げた。翌日、田中博康調教師が美浦トレセンにてインタビューに応じ、 「満足のいく内容ではなかったですが、賞金を加算できたことは良かったです。この後の調子に問題がなければフェブラリーステークスへ向かう予定です」と表明した。

### 4歳（2025年）
2月23日、中央GI級レース初挑戦となるフェブラリーステークスに1番人気で出走。道中は中段の外目を追走。前半3ハロン35秒0のスローペースが響いたか、直線で果敢に追い上げるも届かず、コスタノヴァ、サンライズジパングに次ぐ3着となった。
レース後、田中調教師は 「ワンターンの1600メートルはベストが出せるところではありませんでしたが、しっかり走ってくれましたし、選択肢が広がりました」 と応え、上半期は帝王賞を大目標に置き調整する事が公表された。
4月19日、戸崎圭太からクリストフ・ルメールに乗り替わりとなり、阪神競馬場で行われるアンタレスステークスに出走。道中は3番手を追走。直線コースの入り口で先頭に抜け出し、一気に後続を突き放して快勝。3回目の重賞制覇となった。
そして、7月2日に大井競馬場で行われる帝王賞に向かうことを、4月22日に田中調教師が明らかにした。
7月2日、帝王賞に単勝オッズ1.7倍の断然1番人気で出走。海外帰りのウィルソンテソーロ、ラムジェットや平安ステークスの勝ち馬アウトレンジ等が顔を揃えた。スタートから2番手を追走し、3コーナーカーブで先頭を走っていたヒーローコールが垂れ、入れ替わるように先頭に立った。4コーナーから直線でも先頭を譲らず、追い込んでくるアウトレンジをクビ差抑え1着。GI級レース初制覇を飾った。

## 競走成績
以下の内容は、netkeiba.comおよびJBISサーチの情報に基づく。
| 競走日     | 競馬場 | 競走名              | 格     | 距離（馬場）  | 頭 数 | 枠 番 | 馬 番 | オッズ （人気） | 着順 | タイム （上り3F） | 着差 | 騎手        | 斤量 [kg] | 1着馬（2着馬）         | 馬体重 [kg] |
| ---------- | ------ | ------------------- | ------ | ------------- | ----- | ----- | ----- | --------------- | ---- | ----------------- | ---- | ----------- | --------- | ---------------------- | ----------- |
| 2023.10.15 | 東京   | 2歳新馬             |        | ダ1600m（不） | 16    | 3     | 5     | 003.90（2人）   | 01着 | R1:38.4（37.2）   | -0.0 | 0津村明秀   | 56        | （セントラルヴァレー） | 534         |
| 0000.12.10 | 中山   | 2歳1勝クラス        |        | ダ1800m（良） | 16    | 8     | 15    | 003.40（1人）   | 01着 | R1:52.5（37.6）   | -0.8 | 0戸崎圭太   | 56        | （ブルーサン）         | 544         |
| 2024.04.27 | 京都   | ユニコーンS         | GIII   | ダ1900m（良） | 16    | 2     | 4     | 002.80（1人）   | 03着 | R1:59.3（38.5）   | -0.7 | 0戸崎圭太   | 57        | ラムジェット           | 540         |
| 0000.08.04 | 新潟   | レパードS           | GIII   | ダ1800m（良） | 15    | 1     | 1     | 002.20（1人）   | 01着 | R1:51.2（37.6）   | -0.2 | 0戸崎圭太   | 57        | （サトノフェニックス） | 542         |
| 0000.10.02 | 大井   | ジャパンDクラシック | JpnI   | ダ2000m（良） | 15    | 6     | 10    | 006.50（3人）   | 02着 | R2:04.3（37.8）   | -0.2 | 0戸崎圭太   | 57        | フォーエバーヤング     | 541         |
| 0000.12.19 | 名古屋 | 名古屋大賞典        | JpnIII | ダ2000m（良） | 12    | 6     | 7     | 002.60（2人）   | 01着 | R2:07.4（39.4）   | -0.0 | 0戸崎圭太   | 57.5      | （ノットゥルノ）       | 555         |
| 2025.02.23 | 東京   | フェブラリーS       | GI     | ダ1600m（良） | 16    | 7     | 14    | 003.30（1人）   | 03着 | R1:35.9（35.8）   | -0.4 | 0戸崎圭太   | 58        | コスタノヴァ           | 550         |
| 0000.04.19 | 阪神   | アンタレスS         | GIII   | ダ1800m（良） | 12    | 6     | 8     | 001.80（1人）   | 01着 | R1:51.3（37.8）   | -0.4 | 0C.ルメール | 58        | （タイトニット）       | 544         |
| 0000.07.02 | 大井   | 帝王賞              | JpnI   | ダ2000m（良） | 13    | 2     | 2     | 001.70（1人）   | 01着 | R2:03.1（37.7）   | -0.0 | 0C.ルメール | 57        | （アウトレンジ）       | 546         |

- タイム欄のRはレコード勝ちを示す
- 競走成績は2025年7月2日現在

## 血統表
| ミッキーファイトの血統          | ミッキーファイトの血統               | ミッキーファイトの血統      | （血統表の出典）            | （血統表の出典） |
| 父系                            | ストームキャット系                   | ストームキャット系          | ストームキャット系          |                  |
| 父 *ドレフォン 2013 鹿毛        | 父の父Gio Ponti 2005 鹿毛            | Tale of the Cat             | Storm Cat                   | Storm Cat        |
| 父 *ドレフォン 2013 鹿毛        | 父の父Gio Ponti 2005 鹿毛            | Tale of the Cat             | Yarn                        |                  |
| 父 *ドレフォン 2013 鹿毛        | 父の父Gio Ponti 2005 鹿毛            | Chipeta Springs             | Alydar                      | Alydar           |
| 父 *ドレフォン 2013 鹿毛        | 父の父Gio Ponti 2005 鹿毛            | Chipeta Springs             | Salt Spring                 |                  |
| 父 *ドレフォン 2013 鹿毛        | 父の母Eltimaas 2007 鹿毛             | Ghostzapper                 | Awesome Again               | Awesome Again    |
| 父 *ドレフォン 2013 鹿毛        | 父の母Eltimaas 2007 鹿毛             | Ghostzapper                 | Baby Zip                    |                  |
| 父 *ドレフォン 2013 鹿毛        | 父の母Eltimaas 2007 鹿毛             | Najecam                     | Trempolino                  | Trempolino       |
| 父 *ドレフォン 2013 鹿毛        | 父の母Eltimaas 2007 鹿毛             | Najecam                     | Sue Warner                  |                  |
| 母 スペシャルグルーヴ 2007 栗毛 | 母の父スペシャルウィーク 1995 黒鹿毛 | *サンデーサイレンス         | Halo                        | Halo             |
| 母 スペシャルグルーヴ 2007 栗毛 | 母の父スペシャルウィーク 1995 黒鹿毛 | *サンデーサイレンス         | Wishing Well                |                  |
| 母 スペシャルグルーヴ 2007 栗毛 | 母の父スペシャルウィーク 1995 黒鹿毛 | キャンペンガール            | マルゼンスキー              | マルゼンスキー   |
| 母 スペシャルグルーヴ 2007 栗毛 | 母の父スペシャルウィーク 1995 黒鹿毛 | キャンペンガール            | レディーシラオキ            |                  |
| 母 スペシャルグルーヴ 2007 栗毛 | 母の母ソニックグルーヴ 2003 鹿毛     | *フレンチデピュティ         | Deputy Minister             | Deputy Minister  |
| 母 スペシャルグルーヴ 2007 栗毛 | 母の母ソニックグルーヴ 2003 鹿毛     | *フレンチデピュティ         | Mitterand                   |                  |
| 母 スペシャルグルーヴ 2007 栗毛 | 母の母ソニックグルーヴ 2003 鹿毛     | エアグルーヴ                | *トニービン                 | *トニービン      |
| 母 スペシャルグルーヴ 2007 栗毛 | 母の母ソニックグルーヴ 2003 鹿毛     | エアグルーヴ                | ダイナカール                |                  |
| 母系(F-No.)                     | パロクサイド(GB)系(FN:F8-f)          | パロクサイド(GB)系(FN:F8-f) | パロクサイド(GB)系(FN:F8-f) |                  |

- 半兄グルーヴィット（父ロードカナロア）は2019年中京記念優勝馬。
- 半兄ジュンライトボルト（父キングカメハメハ）は2022年チャンピオンズカップ優勝馬。
- 3代母エアグルーヴと4代母ダイナカールは共に優駿牝馬を勝った名牝。
- 主な近親にアドマイヤグルーヴ、ドゥラメンテ、ルーラーシップなど。